# Paraleptophlebia cachea
Paraleptophlebia cachea är en dagsländeart som beskrevs av Francis Day 1954. Paraleptophlebia cachea ingår i släktet Paraleptophlebia och familjen starrdagsländor. Inga underarter finns listade i Catalogue of Life.